# Torsten Oltmanns

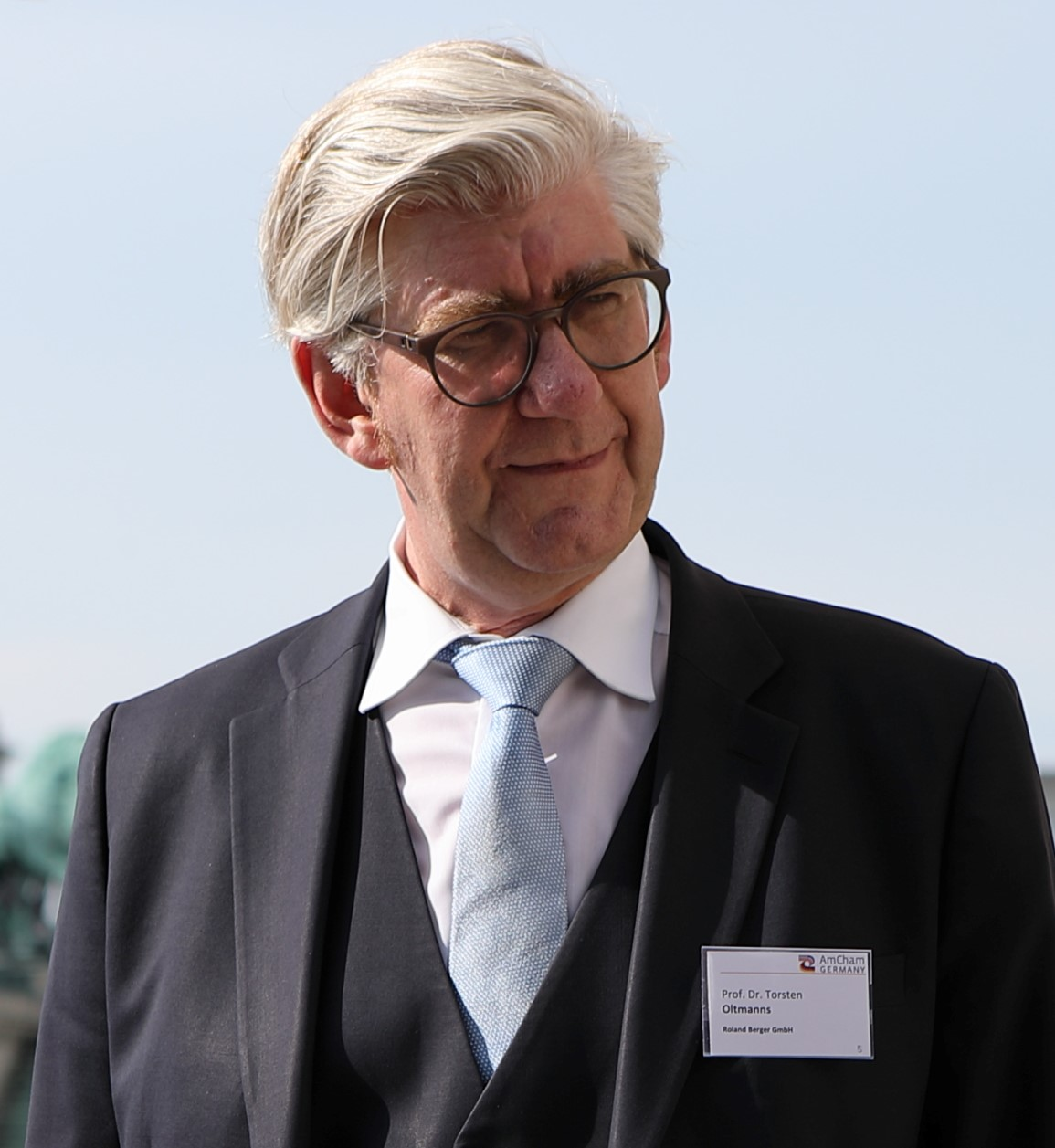
Torsten Oltmanns (2019)

Torsten Oltmanns (* 6. Oktober 1964 in Bremen) ist ein deutscher Manager, Unternehmensberater und Buchautor.

## Leben
Torsten Oltmanns studierte VWL an der Universität Köln und wurde an der Kölner Journalistenschule zum Redakteur für Wirtschaft und Politik ausgebildet. 1993 machte er seinen Abschluss am Institut für Rundfunkökonomie an der Universität zu Köln. Nach seiner Tätigkeit als Wirtschaftsjournalist übernahm er 1994 die Leitung des Büros des SPD-Vorsitzenden und arbeitete ab 1996 als Manager und Kommunikationsberater bei McKinsey. Ab 2000 war er im Bundesverteidigungsministerium tätig. Ab 2003 war Oltmanns in der Geschäftsführung von Booz Allen Hamilton tätig, 2004 wechselte er als Partner zur Unternehmensberatung Roland Berger. Vom 1. Juni bis zum 31. Dezember 2011 leitete Oltmanns als Prokurist das Veränderungsmanagement von Haniel, um im Januar 2012 zu Roland Berger zurückzukehren.
Seit dem Sommersemester 2009 lehrt Torsten Oltmanns Theorie und Praxis des „Marketings“ und der „Executive Communications“ an der Universität Innsbruck. 2012 promovierte er an dieser Universität zum Dr. rer. soc. oec. und im selben Jahr ernannte ihn die Universität Innsbruck zum Honorarprofessor. 2008 ernannte ihn die Saïd Business School an der University of Oxford zum Visiting Fellow am Oxford University Centre for Corporate Reputation. Seit Januar 2014 ist Torsten Oltmanns Professor für Volkswirtschaftslehre und angewandte Wirtschaftspolitik am Department Management & Economics an der Quadriga Hochschule Berlin.
Torsten Oltmanns gründete 2022 das zentrum nachhaltige Transformation (zNT) gemeinsam mit der Quadriga Hochschule und Hans Ulrich Helzer. 
Er engagiert sich zudem für die transatlantische Zusammenarbeit. Oltmanns ist Mitglied der Atlantik-Brücke und Vorsitzender der Amerikanischen Handelskammer Berlin-Brandenburg.

## Veröffentlichungen (Auszug)
- Torsten Oltmanns, Daniel Nemeyer: Machtfrage Change: Warum Veränderungsprojekte meist auf Führungsebene scheitern und wie Sie es besser machen. Campus, Frankfurt am Main 2010, ISBN 978-3-593-39203-5.
- Torsten Oltmanns (Hrsg.): Kommunikation und Krise: Wie Entscheider die Wirklichkeit definieren. Gabler, Wiesbaden 2009, ISBN 978-3-593-38632-4.
- Torsten Oltmanns, Christiane Diekmann, Vera Böhm: Eliten-Marketing: Wie Sie Entscheider erreichen. Campus, Frankfurt am Main 2008, ISBN 978-3-593-38632-4.
- Torsten Oltmanns, Ivo Hajnal, u. a.: Macht in Unternehmen: Ein interdisziplinärer Leitfaden durch die ungeschriebenen Gesetze in Organisationen. Gabler, Oktober 2011, ISBN 978-3-8349-2960-0.